# Peter Shinkoda

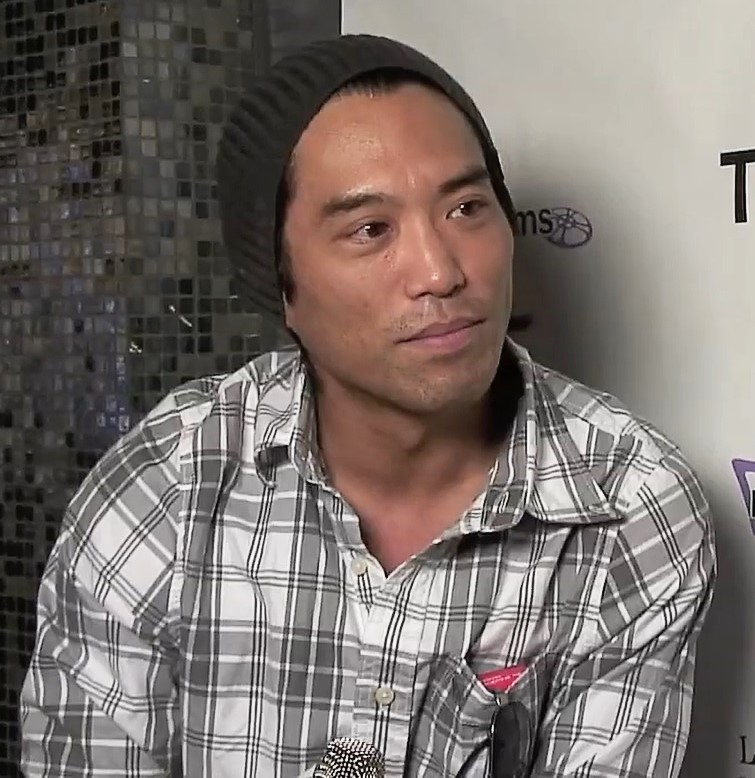
Peter Shinkoda, 2010

Peter Shinkoda (* 25. März 1971 in Montreal, Québec) ist ein kanadischer Schauspieler japanischer Abstammung.

## Leben und Karriere
Peter Shinkoda wurde in der kanadischen Großstadt Montreal als jüngster von zwei Söhnen geboren, wo er auch aufwuchs. Obwohl ihn seine Familie und Freunde drängten, eine Ingenieurs- oder Medizinkarriere zu verfolgen, entschied er sich, Schauspieler zu werden. Neben ersten Castings betrieb Shinkoda Sportarten wie Fußball oder Judo und spielte sehr erfolgreich Klavier.
Nach der Schulzeit besuchte er die University of Western Ontario und begann ein Ingenieurstudium. In den Sommern zog es ihn nach Los Angeles, wo er schließlich sesshaft wurde und Postproduktion für Film und Fernsehen an der University of California, Los Angeles studierte.
Ab Beginn der 1990er Jahre übernahm Shinkoda zunächst kleinere Serienrollen, wie in Power Rangers oder Cold Squad. 2004 war er in kleinen Rollen in den Filmen Paycheck – Die Abrechnung und I, Robot zu sehen. Daneben hatte er Gastauftritte in Serien wie Supernatural, Stargate – Kommando SG-1 oder Dead Zone.
Von 2011 bis 2013 war Shinkoda in der Rolle des Dai in der Fernsehserie Falling Skies zu sehen. Darauf folgten Filmauftritte, etwa in Godzilla oder Inflection. Von 2015 bis 2016 übernahm er die Rolle des Nobu in der Netflix-Serie Marvel’s Daredevil. 2019 übernahm er als Kazu Hirano eine Nebenrolle in der vierten Staffel der Serie The Man in the High Castle.

## Filmografie (Auswahl)
- 1991: Teen Agent – Wenn Blicke töten könnten (If Looks Could Kill)
- 1995: Power Rangers (Fernsehserie, 3 Episoden)
- 2001: Cold Squad (Fernsehserie, 2 Episoden)
- 2002: Dark Angel (Fernsehserie, Episode 2x20)
- 2003: Andromeda (Fernsehserie, Episode 3x13)
- 2004: Paycheck – Die Abrechnung (Paycheck)
- 2004: The Truth About Miranda
- 2004: Kingdom Hospital (Fernsehserie, 5 Episoden)
- 2004: I, Robot
- 2004: Lucky Stars
- 2005: Dead Zone (Fernsehserie, Episode 4x05)
- 2005: Supernatural (Fernsehserie, Episode 1x06)
- 2006: Spymate
- 2006: Stargate – Kommando SG-1 (Stargate SG-1, Fernsehserie, Episode 9x15)
- 2006: Man About Town
- 2007: War
- 2009: The Hole – Wovor hast Du Angst? (The Hole)
- 2011: Mortal Kombat
- 2011–2013: Falling Skies (Fernsehserie, 21 Episoden)
- 2011–2013: Eddie Angsthorn (Fernsehserie, 7 Episoden)
- 2014: Hawaii Five-0 (Fernsehserie, Episode 4x18)
- 2014: Godzilla
- 2014: Inflection
- 2015: Western Religion
- 2015–2016: Marvel’s Daredevil (Fernsehserie, 9 Episoden)
- 2017: The Lady Killers
- 2017: Go For Broke
- 2018: Predator – Upgrade (The Predator)
- 2018: Magnum P.I. (Fernsehserie, 1x02)
- 2019: The Terror (Fernsehserie, Episode 2x05)
- 2019: Midway – Für die Freiheit (Midway)
- 2019: The Man in the High Castle (Fernsehserie, 4 Episoden)
- 2020: Waikīkī
- 2021: Nancy Drew (Fernsehserie, Episode 2x03)
- 2021: Murdoch Mysteries (Fernsehserie, 2 Episoden)